# Ruszkabányai Elemér
Ruszkabányai Elemér, született Hoffmann Elemér Béla Manó (Csepel, 1901. március 29. – Budapest, 1973. április 20.) magyar író, hírlapíró, költő és műfordító.

## Életpályája
Hoffmann Ernő gyógyszerész és Forstner Ida római katolikus szülők gyermeke. Apjának Szabadkán birtoka és gyógyszertára volt, fia, mint a szabadkai aranyifjúság egyik vezére, arra készült, hogy átveszi a gyógyszertárat és segít a gazdálkodásban. Erre azonban nem kerülhetett sor, mert a szerbek megszállták Szabadkát és a családnak menekülnie kellett a vagyon hátrahagyásával. A fiatal fiú Budapesten a Ludovikára került. Harcolt az első világháborúban a székely hadosztályban; ezután előbb a nemzeti hadseregben, majd 1919-től 1923-ig a francia idegenlégióban szolgált, ahol hadnagyi rangig jutott. A szaharai harcokban megsebesült, s ezt követően hazatért. 
Könnyelmű életet élt, adósságokat csinált, végül pedig beleszeretett egy szegény leányba, s elhatározta, hogy elveszi feleségül. 1924. december 11-én Budapesten kötött házasságot Radó Teréziával, Radó Salamon és Steiner Vilma lányával. A házasélet átmenetileg kijózanította. Párizsi gyógyszerészcégek képviseletét vállalta el, de nem tudott bánni a rábízott pénzekkel, a befolyó összegek elúsztak és a rokonságának kellett a tartozásait kifizetnie. Nem tudott elhelyezkedni, hónapról-hónapra ismerősök és rokonok támogatásából élt. Feleségével szakított, mert az asszony nem tűrte férje könnyelműsködését, s eltartani sem tudta őt.  
Hoffmann Elemért, akinek napról-napra rosszabbul ment a sora, egyszerre csak ragyogó eleganciával, autóban ülve látták meg ismerősei. Szerkesztőként hivatkozott magára, máshol írónak adta ki magát és gyűjtött megjelenendő munkáira. Ahol pedig egyikkel sem imponált, mint katonatiszt szerepelt továbbra is, aki éppen civilben volt. Csak néhányan, Hoffmann legjobb barátai tudták, hogy budapesti szaklapoknak hirdetési ügynöke, aki mindenütt mint szerkesztő szerepelt. Szaklapoknál helyezkedett el, ahol fizetett cikkeket írt és ügyfeleket látogatott. Elég jól keresett és gyakori vendége lett a mulatóhelyeknek, kluboknak, ahol mint "előkelő" újságírót ismerték. Közben az éjszakai élet felőrölte szervezetét, tüdőcsúcshurutot kapott. Lassanként teljesen begyakorolta magát a szakmába, a Magyar Úriasszonyok Lapja mint főmunkatársat szerződtette. 
Hoffmann Elemér nem volt megelégedve anyagi helyzetével, ezért elhatározta, hogy újra megnősül anélkül, hogy első házasságát felbontaná. Megismerkedett Kovács Jolán zongoratanárnővel, s hamar fel tudta kelteni a tanárnő szimpátiáját. Minden erejével azon dolgozott, hogy sikerüljön kezét elnyernie, mert hozományra számított. Terve rövidesen sikerrel járt, 1926. augusztus 14-én Budapesten feleségül vette az 1886-ban Pusztafegyverneken született Kovács Jolán Paula Kamillát. Az asszony nem tudott Hoffmann első feleségéről, akitől férje különváltan élt. Második házasságát is a legnagyobb könnyelműsködéssel élte Hoffmann, aki boldogan szórta a hozományul kapott pénzt. A házasságból hiányzott a harmónia, a feleség sohasem tudott a férj útjairól, pénzforrásairól, amíg meg nem történtek a feljelentések és Hoffmann Elemért a főkapitányságra előállították. Kiderült, hogy két győri úriasszony jelentette fel, mert különböző címeken pénzt vett fel tőlük és csak hetekkel később tudták meg, hogy szélhámossal volt dolguk. A főkapitányságon derült ki az is, hogy Hoffmann Elemér bigámiát követett el.
1925 és 1942 között állandó tárcaírója volt a Magyar Hírlapnak és Az Újságnak; verseket, elbeszéléseket, zenetörténeti és esztétikai írásokat is publikált. Később a Magyar Egyetemi és Főiskolai Hallgatók Országos Szövetsége (MEFHOSZ) lektora lett. Kezdetben Ruszkabányai Hoffmann Elemér név alatt jelentek meg kötetei. Ketten a viharban című művével keltett nagyobb feltűnést, amelyet a Pécsi Napló közölt folytatásokban. 1942 márciusában a Rózsadombon nyitott könyvkereskedést, valamint könyvkiadóvállalatot is üzemeltetett. Magyarra fordított számos német nyelvű szépirodalmi művet. 1945 után múzeumokban dolgozott vezető gondnokként. 1947-ben Budapesten feleségül vette Bárdossy Gizellát. 1961-ben vonult nyugdíjba. Keringési és légzési elégtelenség okozta halálát Kőbányán.
A Pécsi Napló 1939. május 28-ai száma így jellemzi tehetségét: 
„Ruszkabányai Elemér az írók becsületes fajtájához tartozik. Nem ismer megalkuvást, nem ismeri az olcsó hatások hajszolását; amit leír, azt meggyőződés és hit fűti át. Ez ad hitelt minden szavának, ezért hisszük el, hogy mindaz, amit mond, igaz, úgy igaz, ahogyan elmondja. Amellett meg van Ruszkabányaiban az erő, hogy vésővel, kalapáccsal szoborszerűen plasztikussá formálja alakjait, testi valóságukat ujjainkkal kitapinthatjuk, szavaikon, cselekedeteiken, küzködésükön, reménykedésükön, mosolyukon és bánatunkon keresztül elhisszük az életüket, halljuk a szívük dobbanását és egy sóhajtásuk odaállít bennünket a tragédia legsötétebb meredekének szélére.”

## Művei
- Bánatkehely (versek, Magyar Társaság, 1926)
- Fehér falak között (versek, Hollóssy János, 1928)
- Lola (versek, szerző kiadása, Preszler Mihály kőnyomdája, 1927)
- Harc egy asszonyért (regény, 1928)
- A szent gyógyulás keresése (versek, Hollóssy János, 1929)
- A maestro utolsó szerelme (regény, 1930)[8]
- Agyagtaposók (regény, Szeged, 1932)[8]
- Tűz van (elbeszélések, Délmagyarország Hírlap- és Nyomdavállalat Rt., Szeged, 1933)[8]
- Élt 37 évet (Fráter és Tsa Könyvnyomdája, 1933)[8]
- Százszorszép Ibolyakisasszony (regény, 1934)
- Minden második (regény, Délmagyarországi Hírlap és Nyomdavállalat R.T., Szeged, 1934)[8]
- Ibolyakisasszony (regény, 1934)[8]
- Egy vén vérszívó kalandjai (regény, 1935)[8]
- Só Pál két és fél házassága (Délmagyarország R.T., 1935)[8]
- Balázs meggyógyul (elbeszélések, 1936)
- Mégis élek (regény, Délmagyarországi Hírlapváll., 1937)[8]
- Ágrólszakadtak (regény, Pécs, 1939)
- Vagonlakók (regény, 1940)
- Ketten a viharban (regény, Mefhosz Könyvkiadó, 1941)
- Utolsó dallam (regény, 1941)
- A nagy örökség (Ruszkabányai Könyvkiadó, 1942)
- Pusztai komondor (Ruszkabányai Könyvkiadó, 1942)
- Hídverők (Ruszkabányai Könyvkiadó, 1946)